# 입술에 노래를
《입술에 노래를》(일본어: くちびるに歌を)은 나카타 에이치의 청춘 소설이다. 안젤라 아키의 노래《편지~배계 15살의 너에게~》가 모티프가 되고 있다.

## 줄거리
나가사키현·고토 열도의 어느 섬에 있는 중학교. 합창부 고문·마츠야마 하루코는 출산 휴가에 들어가게 되어, 대신 마츠야마의 중학 시절 동급생, 〈전 신동으로 자칭 니트〉인 임시 교원·카시와기 유리에게, 1년간 기간 한정으로 합창부 지도를 의뢰한다.

## 등장인물

### 교사
카시와기 유리

마츠야마 하루코

### 남자 합창 부원
쿠와바라 사토루

미타무라 리쿠

무카이 케이스케

### 여자 합창 부원
츠지 에리

나카무라 나즈나

하세가와 코토미

### 그 외
카미키

## 만화
모리 타케시의 작화로 만화화되어, 《월간 소년 선데이》에서 2013년 4월호부터 2014년 8월호까지 연재되었다.

### 서지 정보
- 나카타 에이치 (원작), 모리 타케시 (만화) 《입술에 노래를》 쇼가쿠칸 〈월간 소년 선데이 코믹스 스페셜〉, 전 3권
  1. 2013년 9월 30일 발매, ISBN 978-4-09-124405-5
  2. 2014년 3월 12일 발매, ISBN 978-4-09-124607-3
  3. 2014년 10월 10일 발매, ISBN 978-4-09-125256-2

## 영화
2015년 2월 28일, 일본에서 공개되었다. 주연은 아라가키 유이.

### 캐스트
- 카시와기 유리 - 아라가키 유이
- 마츠야마 하루코 - 키무라 후미노
- 츠카모토 테츠오 - 키리타니 켄타
- 나카무라 나즈나 - 츠네마츠 유리
- 쿠와바라 사토루 - 시모다 쇼타
- 세키야 치나츠 - 아오이 와카나
- 츠지 에리 - 시바타 쿄카
- 하세가와 코토미 - 야마구치 마유
- 무카이 케이스케 - 사노 하야토
- 미타무라 리쿠 - 무로이 히비키
- 키쿠치 준야 - 미우라 쇼야
- 요코미네 카오루 - 아사쿠라 후유나
- 후쿠나가 요코 - 우에타 마히루
- 카미키 마이 - 타카하시 나나
- 하루이 루미 - 하루노 키이나
- 쿠와바라 아키오 - 와타나베 다이치
- 나카무라 유키 - 마시마 히데카즈
- 나카무라 시즈루 - 이시다 히카리 (특별 출연)
- 쿠와바라 테루코 - 키무라 타에
- 쿠와바라 코이치 - 오기 시게미츠
- 나카무라 키요 - 츠노가에 카즈에
- 나카무라 토시오 - 이가와 히사시
- 유리의 약혼자 - 스즈키 료헤이 (목소리 출연)
- 도쿄 소방청 직원 - 마에카와 키요시 (목소리 출연)

### 스태프
- 각본 - 모치지 유키코, 토요네 유이치
- 감독 - 미키 타카히로
- 주제가 - 안젤라 아키 〈편지 ~삼가 아룁니다 열다섯의 그대에게~〉 (에픽 레코드 재팬)
- 배급 - 아스믹 에이스
- 제작 - 〈입술에 노래를〉 제작 위원회